# Superpuchar Polski w piłce siatkowej mężczyzn (2023)
Superpuchar Polski w piłce siatkowej mężczyzn 2023 (oficjalnie AL-KO Superpuchar Polski mężczyzn 2023) – 11. edycja Superpucharu Polski zorganizowana przez Polską Ligę Siatkówki (PLS). Mecz odbył się 3 listopada 2023 roku w hali „Spodek” w Katowicach. W spotkaniu uczestniczyły dwie drużyny: wicemistrz Polski i zdobywca Pucharu Polski w sezonie 2022/2023 – Grupa Azoty ZAKSA Kędzierzyn-Koźle oraz mistrz Polski i finalista Pucharu Polski – Jastrzębski Węgiel. 
Po raz 3 Superpuchar Polski zdobyła Grupa Azoty ZAKSA Kędzierzyn-Koźle. MVP spotkania wybrany został Bartosz Bednorz.
Sponsorem tytularnym rozgrywek jest producent urządzeń do pielęgnacji ogrodów – AL-KO.

## Mecz[4]
Piątek, 3 listopada 2023 – 17:30 (UTC+02:00) • hala „Spodek” Katowice
Widzów: 9937
Czas trwania meczu: 160 min
Sędziowie: Paweł Burkiewicz i Marek Lagierski
| Jastrzębski Węgiel   | 2:3                                        | Grupa Azoty ZAKSA Kędzierzyn-Koźle |
| Tomasz Fornal 24 pkt | (25:20, 26:24, 29:31, 19:25, 12:15) raport | Bartosz Bednorz 25 pkt             |

| Poz.                 | Nr | Zawodnik          | 1          | 2          | 3          | 4           | 5           | Pkt |
| -------------------- | -- | ----------------- | ---------- | ---------- | ---------- | ----------- | ----------- | --- |
| R                    | 6  | Benjamin Toniutti | 5 dwa      | 5 dwa      | 5 dwa      | 9 sześć     | 5 dwa       | 1   |
| P                    | 7  | Marko Sedlaček    | 9 sześć    | 9 sześć    | 9 sześć    | 7 cztery    | 9 sześć     | 10  |
| A                    | 9  | Jean Patry        | 8 pięć     | 8 pięć     | 8 pięć     | 6 trzy      | 8 pięć      | 15  |
| Ś                    | 13 | Jurij Hładyr      | 4 jeden    | 4 jeden    | 4 jeden    | 8 pięć      | 4 jeden     | 11  |
| P                    | 21 | Tomasz Fornal     | 6 trzy     | 6 trzy     | 6 trzy     | 4 jeden     | 6 trzy      | 25  |
| Ś                    | 99 | Norbert Huber     | 7 cztery   | 7 cztery   | 7 cztery   | 5 dwa       | 4 pusty     | 13  |
| L                    | 3  | Jakub Popiwczak   | L          | L          | L          | L           | L           |     |
| Zmiany               |    |                   |            |            |            |             |             |     |
| R                    | 2  | Edvīns Skrūders   | 18 zmiana9 | 18 zmiana9 |            | 18 zmiana9  | 4 pusty     |     |
| A                    | 10 | Ryan Sclater      | 15 zmiana6 | 15 zmiana6 | 15 zmiana6 | 15 zmiana6  | 31 zmiana22 | 4   |
| Ś                    | 22 | Moustapha M’Baye  |            |            |            | 44 zmiana99 | 7 cztery    | 5   |
| P                    | 26 | Rafał Szymura     |            | 16 zmiana7 | 18 zmiana9 | 4 pusty     | 16 zmiana7  | 1   |
| Nie weszli na boisko |    |                   |            |            |            |             |             |     |
| Ś                    | 4  | Adrian Markiewicz |            |            |            | 4 pusty     | 4 pusty     |     |
| L                    | 16 | Bartosz Makoś     |            |            |            | 4 pusty     | 4 pusty     |     |
| P                    | 31 | Mateusz Jóźwik    |            |            |            | 4 pusty     | 4 pusty     |     |
| Trener               |    |                   |            |            |            |             |             |     |
| Marcelo Méndez       |    |                   |            |            |            |             |             |     |

| Poz.                 | Nr | Zawodnik           | 1        | 2        | 3          | 4        | 5        | Pkt |
| -------------------- | -- | ------------------ | -------- | -------- | ---------- | -------- | -------- | --- |
| A                    | 2  | Łukasz Kaczmarek   | 6 trzy   | 6 trzy   | 6 trzy     | 4 pusty  | 4 pusty  | 10  |
| R                    | 5  | Marcin Janusz      | 9 sześć  | 9 sześć  | 9 sześć    | 4 pusty  | 4 pusty  |     |
| P                    | 10 | Bartosz Bednorz    | 7 cztery | 7 cztery | 7 cztery   | 7 cztery | 7 cztery | 25  |
| P                    | 11 | Aleksander Śliwka  | 4 jeden  | 4 jeden  | 4 jeden    | 4 jeden  | 4 jeden  | 20  |
| Ś                    | 15 | David Smith        | 5 dwa    | 5 dwa    | 5 dwa      | 5 dwa    | 5 dwa    | 5   |
| Ś                    | 19 | Dmytro Paszycki    | 8 pięć   | 8 pięć   |            | 4 pusty  | 4 pusty  | 1   |
| L                    | 22 | Erik Shoji         | L        | L        | L          | L        | L        |     |
| Zmiany               |    |                    |          |          |            |          |          |     |
| R                    | 4  | Przemysław Stępień |          |          | 14 zmiana5 | 9 sześć  | 9 sześć  |     |
| Ś                    | 12 | Andreas Takvam     |          |          | 8 pięć     | 8 pięć   | 8 pięć   | 7   |
| P                    | 99 | Daniel Chițigoi    |          |          | 11 zmiana2 | 6 trzy   | 6 trzy   | 8   |
| Nie weszli na boisko |    |                    |          |          |            |          |          |     |
| R                    | 3  | Jakub Wierciński   |          |          |            | 4 pusty  | 4 pusty  |     |
| Ś                    | 7  | Twan Wiltenburg    |          |          |            | 4 pusty  | 4 pusty  |     |
| L                    | 71 | Korneliusz Banach  |          |          |            | 4 pusty  | 4 pusty  |     |
| Trener               |    |                    |          |          |            |          |          |     |
| Tuomas Sammelvuo     |    |                    |          |          |            |          |          |     |

## Statystyki meczowe
| JAS | STATYSTYKI        | KED |
| 111 | MAŁE PUNKTY       | 115 |
| 62  | ATAK              | 63  |
| 11  | BLOK              | 6   |
| 10  | SERWIS            | 6   |
| 34  | BŁĘDY PRZECIWNIKA | 25  |

## Wyjściowe ustawienie drużyn
| Hładyr Toniutti Fornal Huber Patry Sedlaček Popiwczak Śliwka Smith Kaczmarek Bednorz Paszycki Janusz Shoji |